# Sound Theories
„Sound Theories“ е двоен концертен албум на американския китарист Стив Вай, издаден през 2007 г. Албумът е записан в Холандия с Холандския столичен оркестър.
Първият диск съдържа изпълнение на Вай с оркестъра, което само по себе си е спечелило световно признание от артисти като Майк Кенили, Тери Бозио, Тони Бенет, Натали Кол, Нанси Уилсън и Yellowjackets.
Вторият диск съдържа изпълнения на оркестъра на произведения на Вай, включително „Shadows and Sparks“ и „Bledsoe Bluvd“.
На 18 септември 2007 г., е издадено DVD озаглавено „Visual Sound Theories“. То съдържа концертно изпълнение на „Aching Hunger“ с Холандския столичен оркестър от юли 2005 г.

### Диск едно –Sound Theories Vol 1: „The Aching Hunger“
1. „Kill the Guy with the Ball“ – 4:30
2. „The God Eaters“ – 2:09
3. „The Murder Prologue“ – 1:09
4. „The Murder“ – 7:56
5. „Gentle Ways“ – 5:48
6. „Answers“ – 5:44
7. „I'm Becoming“ – 2:20
8. „Salamanders in the Sun“ – 5:05
9. „Liberty“ – 2:06
10. „The Attitude Song“ – 4:37
11. „For the Love of God“ – 9:35

### Диск две –Sound Theories Vol 2: „Shadows and Sparks“
1. „Shadows and...“ – 8:41
2. „Sparks“ – 9:27
3. „Frangelica Pt 1“ – 3:04
4. „Frangelica Pt. 2“ – 10:30
5. „Helios and Vesta“ – 8:19
6. „Bledsoe Bluvd.“ – 10:08

### DVD
1. „Kill The Guy With The Ball“
2. „The god Eaters“
3. „The Murder Prologue“
4. „The Murder“
5. „Answers“
6. „Lotus Feet“
7. „I'm Becoming“
8. „Salamanders In The Sun“
9. „The Attitude Song“
10. „Gentle Ways“
11. „Liberty“
12. „For the Love of God“
13. „Shadows And Sparks“
14. „Frangelica“ Pt. I & II

## Класиране

### Албум
| Година | Класация                         | Позиция |
| ------ | -------------------------------- | ------- |
| 2007   | Billboard Top Independent Albums | 45      |

|  | Тази страница частично или изцяло представлява превод на страницата Sound Theories в Уикипедия на английски. Оригиналният текст, както и този превод, са защитени от Лиценза „Криейтив Комънс – Признание – Споделяне на споделеното“, а за съдържание, създадено преди юни 2009 година – от Лиценза за свободна документация на ГНУ. Прегледайте историята на редакциите на оригиналната страница, както и на преводната страница, за да видите списъка на съавторите. ВАЖНО: Този шаблон се отнася единствено до авторските права върху съдържанието на статията. Добавянето му не отменя изискването да се посочват конкретни източници на твърденията, които да бъдат благонадеждни. |